# Spånga socken
Spånga socken i Uppland ingick i Sollentuna härad, upplöstes 1949 och området är uppdelat på Stockholms kommun (huvuddelen), Sollentuna kommun och Sundbybergs kommun, från 2016 inom distrikten Spånga, Hässelby, Vällingby, Kista, Sundbyberg och Sollentuna.
Socknens areal var 51,53 kvadratkilometer, varav 51,46 land (innan delningen 1949, men utan Hässelby köpings 5,34 km2).  År 1948 fanns här cirka 21 000 invånare. Hässelby slott, egendomarna Akalla, Bromsten, Rinkeby och Tensta samt sockenkyrkan Spånga kyrka låg i socknen.

## Administrativ historik
Spånga socken omtalas i skriftliga handlingar första gången 1300 ('apud ecclesiam Spangar'). Nuvarande kyrkans äldsta delar härrör från 1100-talets slut.
Vid kommunreformen 1862 övergick socknens ansvar för de kyrkliga frågorna till Spånga församling och för de borgerliga frågorna till Spånga landskommun. 1926 bröts Hässelby villastads köping ut ur landskommunen. Spånga landskommun upplöstes 1949, då huvuddelen inkorporerades i Stockholms stad och mindre delar i Solna stad (0,57 km2), Sundbybergs stad (Duvbo mm, 5,02 km2 och Sollentuna köping (1,47 km2). Ur församlingen utbröts 1962 Hässelby församling, 1974 Vällingby församling och 1980 Kista församling. 2010 uppgick församlingen med Kista församling i Spånga-Kista församling.
1 januari 2016 inrättades distrikten Spånga, Hässelby, Vällingby, Kista, Sundbyberg och Sollentuna, med samma omfattning som motsvarande församlingar hade 1999/2000, och vari detta sockenområde ingår.
Socknen har tillhört län, fögderier, tingslag och domsagor enligt vad som beskrivs i artikeln Sollentuna härad. De indelta soldaterna tillhörde Livregementets dragonkår, Livskvadronen, Livkompaniet. De indelta båtsmännen tillhörde Södra Roslags 2:a båtsmanskompani.

## Geografi och natur
Spånga socken ligger nordväst om Stockholm med Lövstafjärden och Edsviken i nordost. Socknen är en kuperad skogsbygd med stora inslag av odlad slättbygd och dalgångar.
Spånga socken genomkorsas av Mälarbanan, järnvägen mellan Stockholm och Västerås (tidigare SWB). I stadsdelen Solhem ligger Spånga station där pendeltågen mellan Bålsta/Kungsängen och Västerhaninge/Nynäshamn stannar. Järnvägen har haft stor betydelse för området; från att järnvägen invigdes 1876 dröjde det inte länge förrän villasamhällen började byggas, bland andra Solhem och Bromsten. Från Spånga utgick tidigare Lövstabanan, järnvägen till Lövsta i Hässelby, mest använd till soptransporter. Lövstabanan lades ned 1970.
Det finns tre naturreservat i socknen. Igelbäcken som delas med Bromma socken i Sundbybergs kommun och Solna socken i Solna kommun är ett kommunalt naturreservat liksom även Grimsta och Hansta.
Det har funnits hela sju sätesgårdar i socknen: Hässelby slott, Riddersviks herrgård, Bromstens herrgård Hägerstalunds gård, Råcksta gård, Hästa gård och Kista gård.

### Egendomar i socknen
Några av egendomarna som låg i Spånga socken var Akalla, Bromsten, Rinkeby och Tensta.  
Hjulsta gård och by var känd sedan 1480-talet. Den låg söder om Enköpingsvägen, ungefär 600 meter söder om Hjulstamotet. Hjulsta gård tillhörde Ålstens gård i Bromma på 1600- och 1700-talet, därefter Åkeshov. Vid den tiden ägde hovmarskalken, friherre David Stierncrona Åkeshovs slott i Bromma. Han var även herre till Beckomberga gård och Ålstens gård med flera egendomar i Bromma. På 1950-talet bodde ingen längre i Hjulsta by. Byn hade flera stugor, men i slutet av 1960-talet revs de gamla byggnaderna och på 1970-talet revs alla byggnader i Hjulsta gamla by.

### Geografisk avgränsning
Gränsen för socknen gick från Bällstaån, därefter ungefär i Kanalstigen, Kanalparken, Ursviksvägen, över Lötsjön, Golfängarna, Råstasjön, till Bagartorp. Därefter runt gränsen mellan Solna/Sundbyberg söder om Rådan till Edsviken med en strandlinje på 650 meter. Därefter västerut norr om Kasby och Silverdal till Kista och därefter följde den nuvarande kommungränsen vid Hägerstalund, Lunda, Backlura till Mälaren och öster om Riddersviks gård.

## Fornlämningar

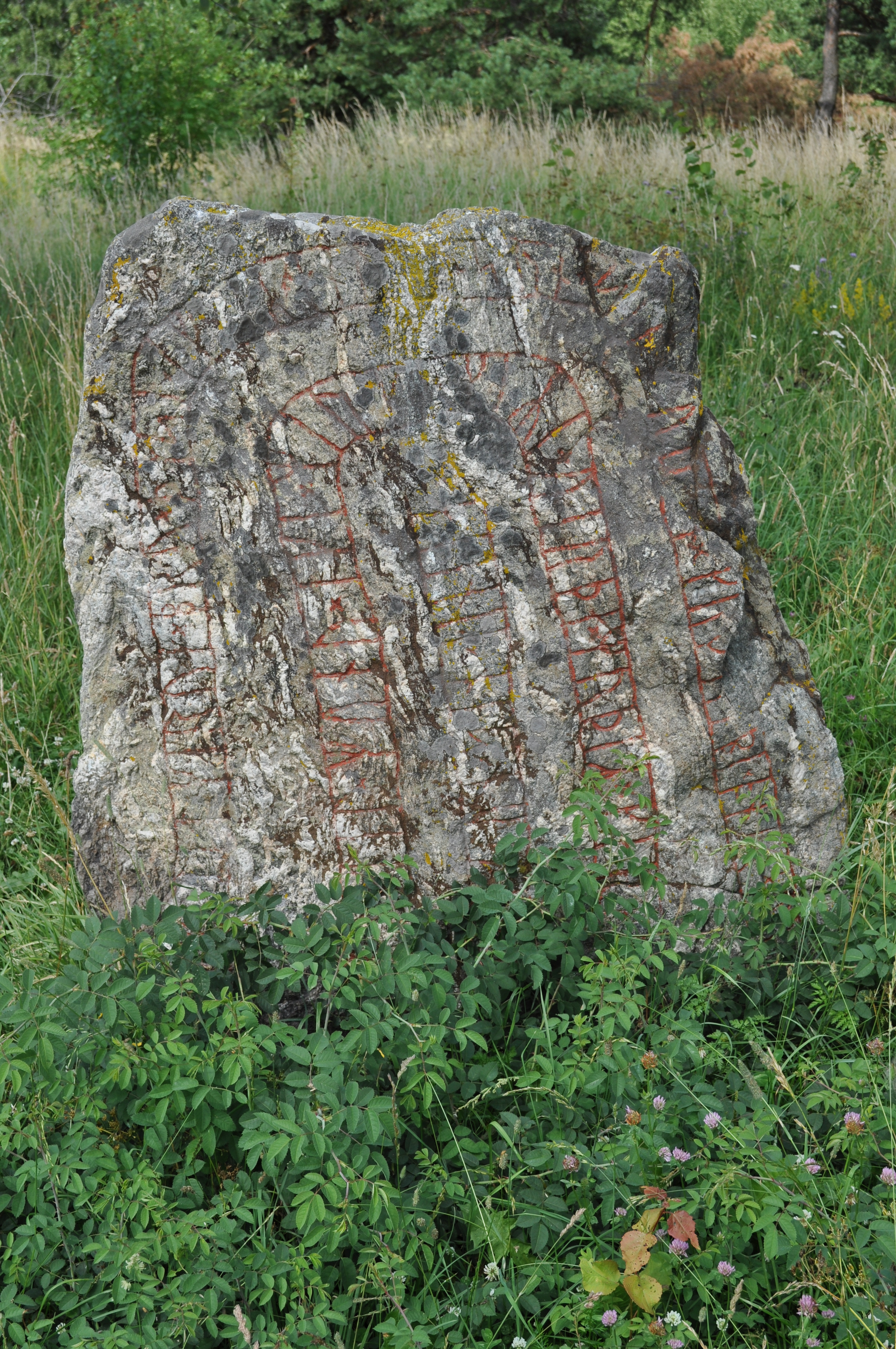
Runstenen U 69, vid Eggeby gård på Järvafältet.

Från bronsåldern finns gravrösen. Från järnåldern finns omkring 90 gravfält och två fornborgar. 14 runristningar har påträffats.

## Befolkningsutveckling
Befolkningen ökade med någon variation från 784 år 1810 till 14 065 år 1940 innan socknen uppgick i Stockholms stad 1949.

## Namnet
Namnet (1300 Spangar) kommer från kyrkbyn och innehåller plural av spång.